# Celtel
Celtel International è una divisione della società di telecomunicazioni Zain, con sede ad Amsterdam, che opera come fornitore di servizi telefonici GSM in numerosi paesi africani. Fu fondata nel 1998 dal sudanese Mo Ibrahim.

## Storia
La società iniziò a operare nel 1998 con il nome MSI Cellular Investments. Nel gennaio del 2004 cambiò nome in "Celtel International". Nell'aprile del 2005 fu acquistata da Mobile Telecommunications Company (MTC), uno dei principali operatori telefonici del Medio Oriente, oggi noto come Zain.
Celtel copre attualmente oltre 15 paesi africani, tra cui Burkina Faso, Ciad, Congo-Brazzaville, Congo-Kinshasa, Gabon, Ghana, Kenya, Madagascar, Malawi, Niger, Nigeria, Sierra Leone, Sudan, Tanzania, Uganda e Zambia. A maggio del 2007 contava 20 milioni di abbonamenti, collocandosi fra i primi 10 operatori telefonici in Africa.

## One Network
Nel 2006 Celtel ha lanciato il servizio One Network, che annullava i costi di roaming fra Uganda, Kenya e Tanzania. Nel 2007 l'offerta è stata estesa a Gabon, Repubblica Democratica del Congo, Congo, Burkina Faso, Ciad, Malawi, Niger, Nigeria e Sudan.
A partire dall'aprile 2008 Celtel ha iniziato un'operazione di rebranding che porterà il nome "Celtel" a essere abbandonato a favore di "Zain". Zain ha intenzione di estendere "One Network" a tutti e 22 i paesi in cui è presente.